# Host Hotels & Resorts
Host Hotels & Resorts (früher: Host Marriott Corporation) ist eine amerikanische Immobiliengesellschaft (REIT) mit Sitz in Bethesda, im US-Bundesstaat Maryland, die sich auf Erwerb und Besitz von Luxushotels spezialisiert hat. Sie war 2006 das 502. der 1000 größten amerikanischen Unternehmen, die in der Fortune-1000-Liste des Fortune-Magazins gelistet wurde und zählt zu den weltweit größten Besitzern von Hotels. Gegründet wurde sie 1993 nach der Aufsplittung der Marriott Corporation in zwei separate und eigenständige Unternehmen. Während Marriott International Inc. für das Betreiben und Managen von allen Marriott Marken gegründet wurde, wurde die Host Marriott Corporation eine US-Immobiliengesellschaft. Derzeit befinden sich 81 Häuser im Besitz des Unternehmens, den Vereinigten Staaten, Brasilien und Kanada befinden und im Franchising-Verfahren von verschiedenen Hospitalityunternehmen gemanagt werden. 

## Geschichte
Im Oktober 1993 wurde die Marriott Corporation in zwei Unternehmen aufgeteilt, in die Marriott International, Inc. und die Host Marriott Corporation. Nach der Aufteilung war das Unternehmen im Besitz von 140 Hotelimmobilien sowie der Host Marriott Operating Group, diese bot Essen, Getränke und Waren an Flughäfen und Mautstraßen an.
1994 begann das Unternehmen sich immer mehr auf das Besitzen von klassischen Hotels zu spezialisieren, indem es in diesem Jahr alle seine Altersruhesitze und Fairield Inn Hotels verkaufte und im selben Zug 15 neue Full Service Hotels erwarb.
Im Dezember 1995, wurde die Host Marriott Operating Group vom Unternehmen gelöst und wurde nun als Host Marriott Services als eigenständiges Unternehmen weitergeführt. Durch diesen Split trennte sich Host Marriott Corporation weiter vom operativen Geschäft.
1998 gab das Unternehmen bekannt sich nun mehr auf den Erwerb von Luxus-Hotelimmobilien zu konzentrieren, wie z. B. Ritz-Carlton, Four Seasons und Hyatt. 
Im Januar 1999 wurde Host ein Real-Estate-Investment-Trust (REIT). Entsprechend den amerikanischen Rechtsvorschriften für REIT-Kartelle musste Host seine Immobilien nun an eine dritte Partei verleasen, für diesen Zweck wurde im Dezember 1998 die Crestline Capital Corporation vom Unternehmen gelöst.
Im November 2005 wurde bekannt gegeben, dass der amerikanische Hotelkonzern Starwood seine 38 Hotels in den USA und im Ausland für knapp 4,1 Milliarden Dollar an Marriott Corporation verkauft. Die Hotels haben zusammen ca. 19.000 Zimmer. 28 Hotels befinden sich in Nordamerika, jeweils 2 Hotels Asien und Lateinamerika 6 Hotels befinden sich in Europa.
Am 19. April 2006 wurde das Unternehmen von Host Marriott Corporation in Host Hotels & Resorts, Inc. umbenannt.